# Казанський район (Донецький округ)
Казанський район — адміністративно-територіальна одиниця, що існувала в Донецькому окрузі РРФСР у 1924—1927 роках.
Адміністративний центр — станиця Казанська.

## Історія
Казанський район було утворено у складі Донецького округу у квітні 1924 року з Казанської волості.
У лютому 1927 року Казанський район скасовується і його територія переходить в Верхнедонський район Донецького округу.